# Jean-Christophe Cambadélis
Ne doit pas être confondu avec Kambanéllis.
Jean-Christophe Cambadélis, né le 14 août 1951 à Neuilly-sur-Seine, est un syndicaliste et homme politique français.
Militant d'extrême gauche au sein du courant trotskiste lambertiste, il est actif dès 1971 dans le syndicalisme étudiant, puis préside de 1978 à 1984 son premier syndicat, l'UNEF-US, rebaptisé UNEF-ID en 1980, avant d'obtenir un doctorat contesté en 1985.
Entré au Parti socialiste (PS) en 1986, il est député de Paris de 1988 à 1993 et de 1997 à 2017. Il est considéré comme le bras droit de Dominique Strauss-Kahn, figure du parti tenant d'une ligne sociale-démocrate.
En 2014, il devient premier secrétaire du Parti socialiste en remplacement d'Harlem Désir. Trois ans plus tard, après plusieurs lourdes défaites du PS, notamment aux élections européennes de 2014, il perd son mandat de député et quitte la tête du PS.
Il est condamné en justice dans trois dossiers différents, à trois époques distinctes : en 2000 dans une affaire d'emploi fictif, en 2006 pour recel d'abus de confiance dans l’affaire de la MNEF, puis en 2025 pour détournement de ses frais de mandat à des fins personnelles.

## Biographie

### Origines
Il est le fils de Christophe Cambadélis, issu d'une famille grecque orthodoxe de Mytilène (Cambadélis s'écrivant en grec Καμπαδέλης Kampadéles), restaurateur à Paris puis plus tard tailleur de diamants à Athènes, et d'Yvette Bleuse, française née en Picardie, employée à la banque de France. À dix-neuf ans, il a une liaison avec Charlotte de Turckheim, la future actrice, qui en a quinze.

### Militantisme trotskiste et présidence du syndicat étudiant
Jean-Christophe Cambadélis adhère vers 1971, à l'âge de vingt ans, à l'Alliance des jeunes pour le socialisme (AJS), la structure jeune de l'Organisation communiste internationaliste (OCI) — puis Parti communiste internationaliste (PCI) —, le mouvement trotskiste lambertiste. Ce parti joue la même année un rôle important dans la scission de l'UNEF en deux branches, et prend le contrôle de l'une d'elles, l'UNEF-US, qui sera rebaptisée UNEF-ID en 1980, l'autre passant sous le contrôle du parti communiste.
Portant alors le pseudonyme de « Kostas », en référence au philosophe marxiste grec Kostas Axelos, il participe aux côtés de Claude Chisserey et Benjamin Stora au congrès de scission de l'UNEF en 1971. En 1976, il est l'un des principaux animateurs du mouvement étudiant contre la réforme Saunier-Seïté. Élu président de ce syndicat étudiant en mai 1978, il est réélu en 1979 sur une ligne de « non-politisation » du syndicat et de « soutien des étudiants à la classe ouvrière ». Il est l'organisateur d'une « réunification » partielle de l'UNEF lors du congrès de Nanterre de 1980, avec deux autres organisations étudiantes non communistes, le Cosef d'Édith Cresson et le MAS, « pris » en 1977 à la CFDT par la LCR, qui s'était prononcée pour cette réunification syndicale depuis 1976, et où le futur cadre socialiste Julien Dray est alors membre du comité central. Sous la présidence de Cambadélis, d'autres futurs dirigeants socialistes entrent à la direction du syndicat, Harlem Désir, Laurence Rossignol, Christophe Borgel, Stéphane Fouks, Alain Bauer, Jean-Loup Salzmann, Manuel Valls ou encore Patrick Menucci.
Le 10 mai 1981, au soir de la victoire de François Mitterrand, il prend la parole au nom de ce syndicat, qu'il préside jusqu'à l'âge de 32 ans, en 1984, l'engageant dans le mouvement contre la réforme Savary des universités de 1983 mais dans des manifestations distinctes de celles des syndicats de droite et d'extrême droite[réf. nécessaire].
Toujours étudiant, il s'inscrit à l'université Paris Diderot pour présenter une thèse de doctorat consacrée au bonapartisme gaulliste, qu'il parvient à rédiger en moins d'un an, entre juin 1984 et mai 1985. Mediapart publie en septembre 2014 un article selon lequel Jean-Christophe Cambadélis ne disposait pas à l'époque des diplômes requis pour soutenir cette thèse, ce que dément l'université qui affirme « après vérification » que l'obtention de ses diplômes est régulière.

### Entrée au Parti socialiste en 1986 et investiture à Paris
Un désaccord l'opposant à Lambert, numéro un du PCI, à qui il reproche de sous-estimer la montée du Front national et de s'enfermer dans des procès en exclusion dignes des méthodes staliniennes que les lambertistes dénoncent pourtant (affaires Varga, Mélusine, Berg ou Just), il rompt avec le PCI en avril 1986 avec près de 450 autres militants, l'essentiel du secteur jeunes, pour rejoindre le Parti socialiste.
Son rôle déterminant et son ascension rapide au Parti socialiste peuvent paraître d'autant plus spectaculaires que Jean-Christophe Cambadélis, lorsqu'il intègre le PS en 1986, sort tout juste de quinze ans de militantisme d'extrême gauche lambertiste, à l'OCI puis au PCI.
La « sortie du PCI » s'organise avec la constitution du Cercle d'études contemporaines avec Benjamin Stora et Pierre Dardot qui théorisent la démarche, puis de Convergences socialistes qui se dissout au moment de l'entrée au PS[réf. nécessaire]. Il s'agit de « renforcer la gauche au Parti socialiste », sans pour autant constituer de courant. Certains, comme Philippe Darriulat ou Liêm Hoang-Ngoc, rejoignent Henri Emmanuelli, d'autres abandonnent la politique[réf. nécessaire].
Avec Julien Dray, fondateur de SOS Racisme et issu d'un autre petite parti trotskyste, la LCR, il aide le Parti socialiste à renforcer ses lien avec l'UNEF au cours du mouvement des étudiants de novembre-décembre 1986 contre la loi Devaquet[réf. nécessaire].
Un peu plus d'un an après, il est au début de l'année 1988 investi par le PS à Paris, dans le 19e arrondissement, dont il devient le député, en éliminant, avec l'appui décisif de l'Élysée, le député socialiste élu en 1981, Alain Billon. Dans cette circonscription, pourtant la plus à gauche de la capitale, il est cependant battu cinq ans après lors des législatives suivantes.

#### Le Manifeste contre le Front national
En juin 1990, il fonde Manifeste contre le Front national, en même temps que Ras l'front et l'Appel des 250[réf. nécessaire]. Gaël Brustier et Fabien Escalona soulignent que « l'objectif du mouvement consiste non seulement à mobiliser sur le terrain les opposants au FN, mais aussi à produire une analyse de l'idéologie de ce parti, considérée comme irréductible à un simple « retour du fascisme » mais bien dangereuse pour la République. Il n'est pas anodin non plus qu'une autre caractéristique du Manifeste soit son plaidoyer pour la constitution d'un grand parti unifiant toute la gauche ». Le Manifeste se différenciait de SOS Racisme par sa volonté de politiser le débat anti-lepéniste, là où SOS racisme restait sur un registre purement moral.
L'historien Gilles Vergnon note que « le texte, qui associe des références hétérogènes aux analyses de Pierre-André Taguieff (le « populisme »), à l'antitotalitarisme (« Aujourd'hui, en France, la lutte contre la montée du totalitarisme est à l'ordre du jour »), n'est pas ordonné, comme les initiatives précédentes, autour de l'antiracisme, mais il décline les facettes multiples du « lepénisme » première manière. S'il repolitise l'opposition au FN sans trop emprunter au registre traditionnel de l'antifascisme (« le fascisme ne passera pas ») ni à l'antiracisme éducatif, il continue à considérer le FN comme un héritage du passé : Le Pen « veut son passé comme un avenir pour la France et l'Europe », il « veut ériger comme espoir le dernier carré de la France pétainiste ».
Jean-Christophe Cambadélis avait développé la stratégie du « harcèlement démocratique » : pas un évènement du FN sans mobilisation de masse de toute la gauche. Le point culminant fut la manifestation du 29 mars 1997, à l'initiative du groupe local du Manifeste à Strasbourg contre la tenue du congrès du parti lepéniste.

#### Les Assises de la transformation sociale
À partir de 1994, il organise les Assises de la transformation sociale, de grands forums où la gauche politique, associative ou syndicale, se parle. Cambadélis active ou réactive les réseaux de militants qui évoluent chez les écologistes, les communistes, les socialistes ou les alternatifs, les syndicalistes ou les associatifs. Seuls les amis de Jean-Pierre Chevènement refusèrent d'y participer[réf. nécessaire]. Ces rencontres se font avec la collaboration de Gilbert Wasserman, Yves Cochet des Verts, Philippe Herzog ou Patrick Braouezec, représentant de la tendance des "réformateurs" du PCF[réf. nécessaire].
Les Assises de la transformation sociale furent l'occasion d'un appel signé par plus d'un millier de militants de toute la gauche lancé dans les colonnes du Monde le 9 janvier 1994. Le comité d'organisation des Assises rassemble divers clubs de gauche comme les clubs Convaincre, de sensibilité rocardienne. Cinq débats eurent lieu : en février à Paris sur le thème « Pourquoi transformer la société ? », en avril à Rennes sur « Quelle économie pour l'emploi ? », en septembre à Vaulx-en-Velin sur « Vivre ensemble », en octobre à Toulouse sur « Pratique du pouvoir, citoyenneté et démocratie » et en décembre à Lille sur « Repenser le monde ». On peut y voir le prélude à ce qui va devenir la gauche plurielle[réf. nécessaire].

#### Avec Lionel Jospin et Dominique Strauss-Kahn
Jean-Christophe Cambadélis fut l'un des proches de Lionel Jospin dès son arrivée au PS. En 1995, il est l'un des porte-parole de la campagne présidentielle perdue, et, en 1997, il devient numéro 2 du PS, chargé des relations extérieures. Lors de la campagne présidentielle de 2002, il est chargé des relations avec le monde associatif et syndical. En 2000, il participe avec des jospinistes et des rocardiens au lancement du courant Socialisme et démocratie qui se propose d'être le courant de pensée qui anticipe ou qui prolonge le réformisme que Jospin applique au gouvernement. L'échec de 2002 pose la question du leadership, mais il apparaît bientôt que Dominique Strauss-Kahn est celui qui incarne le mieux la synthèse jospino-rocardienne dont le débouché doit être la mutation vers la social-démocratie. Il anime aussi le courant Socialisme et démocratie. Il est élu député le 16 juin 2002, pour la XIIe législature (2002-2007), dans la 20e circonscription de Paris (19e arrondissement).
Lors du Congrès du Parti socialiste au Mans en 2005, Jean-Christophe Cambadélis soutient la motion 1 du premier secrétaire François Hollande. Il est investi pour représenter le Parti Socialiste aux élections législatives de juin 2007 dans la 20e circonscription de Paris, qui correspond à la plus grande partie du 19e arrondissement. Il y milite depuis longtemps pour la couverture du périphérique et pour la création de centres d'animation par quartiers. Il est réélu avec 59,1 % des suffrages.
Considéré comme le principal « lieutenant » de Dominique Strauss-Kahn, il lance l'initiative des Reconstructeurs pour rassembler divers courants du PS qui aboutit bientôt à un soutien à Martine Aubry dans sa course au poste de premier secrétaire du Parti socialiste. Au congrès de Reims, il est nommé secrétaire national à l'Europe et à l'international, succédant à ce poste à Pierre Moscovici. Auparavant, Pierre Guidoni et Lionel Jospin avaient également exercé cette fonction au sein de la direction du PS. Il est réélu député aux élections législatives de 2012.

#### Appel de François Hollande de l'été 2012
Au cours de l'été 2012 le président François Hollande réunit à l'Élysée des proches dirigeants socialistes « pour réfléchir à la succession » de sa rivale Martine Aubry à la tête du PS, en leur disant « tout ce que vous voulez, pourvu qu'elle dégage » et en leur demandant qui saurait le mieux « tenir le parti » et « parler aux alliés », tout en pouvant « répliquer à la droite ». Cambadélis est ainsi pressenti pour devenir premier secrétaire du Parti socialiste, au même titre qu' Harlem Désir, ce dernier lui étant finalement préféré à la suite de l'appel de quatre ministres (Stéphane Le Foll, Pierre Moscovici, Manuel Valls et Vincent Peillon) en sa faveur. Fin octobre 2012, il devient vice-président du Parti socialiste européen.

#### Premier secrétaire du Parti socialiste

##### Élection en avril 2014
Jean-Christophe Cambadélis a succédé en avril 2014 à Harlem Désir, qui avait été un de ses proches trente ans auparavant à la direction du syndicat étudiant UNEF-ID. Quelques jours après les élections municipales de 2014, lors desquelles la gauche contrôle désormais 350 villes de plus de 10 000 habitants, contre 470 auparavant, Harlem Désir devient secrétaire d'État chargé des Affaires européennes dans le gouvernement Manuel Valls I et Jean-Christophe Cambadélis est élu le 15 avril 2014 avec 67 % des voix par le conseil national premier secrétaire du Parti socialiste, non sans provoquer les critiques de l'aile gauche du parti, qui réclamait une direction collégiale intérimaire jusqu'au prochain congrès du parti,,.

##### Défaites électorales de 2014 et 2015
Sous sa direction, le PS subit de lourdes défaites électorales, passant sous les 14 % dès les élections européennes de 2014, qui voient le parti de Marine Le Pen multiplier par quatre son score de 2009, puis obtenir 27,76 % des voix aux élections régionales de 2015, à l'issue desquelles la gauche passe de 1156 à 677 sièges.
À la fin du mois de novembre 2014, il met en place une cellule de riposte contre le Front national animée par Elsa Di Méo et Sarah Proust, secrétaires nationales du PS. Gaël Brustier et Fabien Escalona évoquent l'« effort, inédit, d'un travail centralisé sur la nature du FN et les moyens de s'y opposer » au sein du PS. Les auteurs soulignent que « la centralité du combat anti-FN constitue un marqueur ancien de son parcours militant » et qu'il l'exploite « comme argument pour l'union de la gauche (derrière le PS) » en mettant en avant l'avènement d'un « tripartisme » qui « désigne une configuration où le FN serait devenu un concurrent de même statut que l'UMP-LR et le PS […] ».
En 2015, il publie À gauche, les valeurs décident de tout, ouvrage qui ne totalise que 278 ventes mi-septembre de la même année. Sous son impulsion, la social-écologie devient le slogan du PS à partir de la campagne des élections départementales de 2015,.

#### Présidentielle de 2017
En vue de l'élection présidentielle de 2017, il finit par se rallier, « sans préalables et sans préjugés », au projet de primaires à gauche, qui est porté par plusieurs personnalités dont Arnaud Montebourg, tout en considérant que « le candidat le plus crédible par temps de crise est le président de la République » et en fixant un calendrier plusieurs fois repoussé, au motif d'organiser au même moment la Belle alliance populaire, mouvement ouvert à la société civile, dans le but d'élargir le soutien à une candidature de gauche,.
Finalement organisée non plus en octobre comme lors de la présidentielle précédente, mais à la fin de l'année 2016, puis repoussée à janvier et février 2017, la primaire citoyenne de 2017 voit l'ex-Premier ministre Manuel Valls battu au second tour par Benoît Hamon et rejoindre quelques mois après le camp d'Emmanuel Macron, précédé par un autre candidat, François de Rugy, qui sera élu en juillet 2017 président de la nouvelle Assemblée nationale. Sous la direction de Jean-Christophe Cambadélis, la plupart des rassemblements socialistes se font à huis clos. Au sein du PS, il avait fait office de « tutelle » pour plusieurs jeunes militants appartenant à l'aile gauche des soutiens de Dominique Strauss-Kahn, parmi lesquels Stéphane Séjourné, Mao Peninou, Maxime des Gayets, Guillaume Chiche, Aurélien Taché, Mickaël Nogal, Pierre Person ou encore Sacha Houlié, qui rejoignent progressivement Emmanuel Macron durant son ascension.
Dès avril 2017, le magazine Capital le cite parmi les députés les moins impliqués à l’Assemblée nationale entre 2012 et 2017 et la débâcle du Parti socialiste lors des élections de 2017 lui est en partie imputée. Candidat à sa réélection lors des législatives, il n'arrive equ'en quatrième position, éliminé du second tour avec seulement 8,60 % des suffrages exprimés. Plusieurs personnalités socialistes appellent à son départ, notamment Michèle Delaunay, qui voit en lui l'incarnation de « l'absence de renouvellement et des erreurs » du Parti socialiste. Le Journal du Dimanche relève qu'« au moment d'investir des candidats En marche ! aux législatives », son ex-protégé Stéphane Séjourné « agit dans l'ombre » et que « Cambadélis est l'un des premiers à se retrouver avec un candidat face à lui ».

##### Départ
Il annonce sa démission le 18 juin 2017 avec la mise en place d'une direction collégiale début juillet,. Il reste cependant en fonction jusqu'au 30 septembre,.
Les 28 membres de la collégiale récupèrent l'essentiel de ses attributions et le sénateur Rachid Temal lui succède juridiquement en tant que coordinateur et représentant légal du parti.
Son bilan est très critiqué, notamment au sein du parti. Ayant accompagné la seconde partie du mandat de François Hollande, où les échecs électoraux se sont succédé, Jean-Christophe Cambadélis est loin d'avoir tenu sa promesse d'amener le PS à 500 000 adhérents en 2017, puisque le parti n'en comptait que quelque 40 000 lors de son départ. Son projet de Belle Alliance Populaire reste moqué et le parti est contraint de vendre son siège rue de Solférino en raison de ses difficultés financières. Lors de son pot de départ, fait inédit, il n'est pas applaudi à la fin de son discours.

#### L'après Hollande
En 2018, il crée une fondation afin de promouvoir le mouvement associatif, Les Réseaux d'entraide de défense solidaire (REDS).

### Détail des mandats et fonctions
- 13 juin 1988 – 1er avril 1993 : député de Paris (20e circonscription de Paris).
- 19 juin 1995 – 18 mars 2001 : membre du Conseil de Paris.
- 12 juin 1997 – 11 juin 2017 : député de Paris (20e circonscription, devenue 16e circonscription de Paris à la suite du redécoupage de 2012).
- 15 avril 2014 – 18 juin 2017 : premier secrétaire du Parti socialiste.

## Affaires judiciaires

### Condamnation en 2000 dans l'affaire Agos
Jean-Christophe Cambadélis est mis en examen en novembre 1996, puis condamné en janvier 2000 à cinq mois de prison avec sursis et 100 000 francs (environ 15 244 euros) d'amende par le tribunal correctionnel de Paris,, pour recel d'abus de biens sociaux , dans l'affaire Agos, du nom d'une société gestionnaire de foyers de travailleurs immigrés – car il a bénéficié d'un emploi fictif lui ayant rapporté plus de 442 000 francs (environ 67 382 euros) entre 1993 et septembre 1995, Cambadélis ayant perdu son mandat de député lors des législatives françaises de 1993, battu au second tour par le RPR Jacques Féron, dans la vingtième circonscription de Paris.

### Condamnation en 2006 dans l'affaire de la MNEF
Jean-Christophe Cambadélis est mis en examen le 7 juin 2000 pour abus de confiance dans l'affaire de la MNEF et condamné six ans après. Il est soupçonné d'avoir bénéficié d'un emploi fictif au sein de la mutuelle étudiante MNEF entre 1991 et 1995, pour lequel il aurait touché 620 500 francs (94 580 euros) d'une filiale de la MNEF, au titre d'une activité permanente de conseil, comme l'explique Libération : « De 1991 à 1993, c'est en qualité de « sociologue » que Jean-Christophe Cambadelis a été rétribué à hauteur de 420 499 francs par la Mutuelle interprofessionnelle de France (MIF), une filiale de la Mnef. Cambadelis était alors député, avec revenus afférents. Non réélu en 1993, il reçoit jusqu'en 1995 quelque 200 000 francs supplémentaires de la MIF, en tant qu'administrateur « chargé des contacts auprès des ambassades ou des universités ». ». Seuls « trois documents manuscrits » auraient attesté du « travail » du député.
Le 2 juin 2006, reconnu « coupable de recel d'abus de confiance », il est condamné à six mois de prison avec sursis et 20 000 euros d'amende par la 11e chambre correctionnelle du tribunal de grande instance de Paris. Cette peine n'est pas assortie de période d'inéligibilité.
Dès 1998, quand avait éclaté cette l'affaire de la MNEF, les médias avaient pointé du doigt ses liens connus avec lui. Les enquêtes concluent à l'existence d'un système de fausses factures mis en place notamment par l'intermédiaire de l'imprimerie Efic. Jean-Christophe Cambadélis sera condamné dans le cadre d'un autre volet de ce scandale.

### Condamnation en 2024 dans l'affaire des frais de mandat
Il fait partie des quinze parlementaires qui font l’objet, fin 2018, d’un signalement judiciaire de la Haute Autorité pour la transparence de la vie publique (HATVP) au PNF pour des soupçons de détournement de fonds publics, liés à l'utilisation de l’indemnité représentative de frais de mandat après une enquête menée par la Brigade de Répression de la Corruption et de la Fraude fiscale (BRCF), sous la direction du Parquet national financier (PNF),. Jean-Christophe Cambadélis aurait ainsi utilisé à des fins personnelles 114 057 euros issus de ses frais de mandat parlementaire.
Par la suite, il accepte d'être jugé au cours d'une procédure de comparution sur reconnaissance de culpabilité (CRPC) au tribunal judiciaire de Paris. À la barre, en juin 2022, Jean-Christophe Cambadélis reconnait les faits et accepte la peine, proposée par le parquet national financier (PNF), de six mois d'emprisonnement avec sursis et un an d'inéligibilité également assorti du sursis. Le président du tribunal refuse néanmoins d'homologuer cette peine, estimant qu'elle n'était pas adaptée à la « gravité des faits (…) commis par un élu de la République », regrettant que le PNF n'ait pas proposé en plus une amende.
En septembre 2024, il est condamné à huit mois de prison avec sursis, 60 000 € d’amende dont la moitié avec sursis, et cinq ans d’inéligibilité. Il devra également poursuivre le remboursement des sommes litigieuses, soit encore 27 000 euros. Le tribunal considère qu'il avait « sciemment utilisé des fonds mis à sa disposition dans le cadre de l'indemnité représentative de frais de mandat (IRFM) à des fins contraires à leur objet ». En 2025, il écope finalement en appel de huit mois de prison avec sursis, 60 000 € d'amende avec sursis, et une peine d’inéligibilité de 5 ans.

## Affaire du doctorat
Dans un ouvrage publié en septembre 2014, le journaliste Laurent Mauduit, cofondateur de Médiapart, l'accuse d'avoir obtenu de manière frauduleuse son doctorat de troisième cycle, sous la direction du professeur Pierre Fougeyrollas, membre de l'OCI, la même organisation que Cambadélis, soutenu à l'université Paris VII en 1985, l'année d'après son départ de la présidence du syndicat étudiant UNEF-ID.
Selon ce livre, l'inscription aurait été permise par la complicité du professeur Pierre Fougeyrollas, via la production d'un faux diplôme universitaire,. Le livre précise ainsi qu'il n'avait obtenu loyalement aucun des diplômes lui permettant de s'inscrire en doctorat, n'étant pas titulaire d'une licence, d'une maîtrise ou d'un DEA. Jean-Christophe Cambadélis dément, évoquant une dérogation de l'université Paris-VII, qui de son côté dément également toute irrégularité.

## Publications
- Bonapartisme et néocorporatisme sous la Ve République (Microforme), Lille 3 : ANRT, 1987 ; thèse de 3e cycle de sociologie, 1985.
- Pour une nouvelle stratégie démocratique, écrit avec Pierre Dardot et Philippe Darriulat, Paris : éd. L'Harmattan, 1987.
- Le Manifeste des 50 / textes rassemblés par J.-C. Cambadélis, Paris : R. Deforges, 1992.
- Quelle transformation de la société ?, écrit avec Yves Cochet et Gilbert Wasserman, Paris : les Ed. de l'Atelier, 1995.
- Pour une nouvelle gauche, éd. Stock, 1996.
- La France blafarde (avec Éric Osmond), éd. Plon, 1998.
- Le Chuchotement de la vérité, éd. Plon, 1998.
- L'Avenir de la gauche plurielle, éd. Plon, 1999.
- L'étrange échec, éd. Plon - Notes de la Fondation Jean-Jaurès, 2002.
- 1905-2005. L'éternel commencement : que faire au Parti socialiste ?, L'Encyclopédie du socialisme, 2005.
- Parti pris : chroniques de la présidentielle chez les socialistes, éd. Plon, 2007.
- Le génie du socialisme, éd. Plon, 2008.
- Dis-moi où sont les fleurs : essai sur la politique étrangère de Nicolas Sarkozy, L'Encyclopédie du socialisme, 2010.
- La Troisième gauche, éd. du Moment, 2012.
- L'Europe sous menace national-populiste, éd. L'Archipel, 2014.
- À gauche, les valeurs décident de tout, Plon, 2015.
- Chronique d'une débâcle, L'Archipel, 2017.
- La Gauche de demain sera girondine, Fondation Jean-Jaurès, 2018.
- Le big bang social-démocrate, VA Editions, 2022.